# 1640 Немо
1640 Немо (енгл. 1640 Nemo) је Марсов тројански астероид чија средња удаљеност од Сунца износи 2,288 астрономских јединица (АЈ).
Апсолутна магнитуда астероида је 13,1.